# Potentilla visianii
Espèce
Classification phylogénétique
Potentilla visianii est une espèce de plantes à fleurs du genre Potentilla et de la famille des Rosaceae.
Elle a été répertoriée par le botaniste serbe Josif Pančić. Elle est endémique de la région des Balkans. On la rencontre par exemple dans les monts Tara ou sur le plateau de Pešter en Serbie, en Albanie et en Macédoine.